# Верещаківка (місцевість)
Верещаківка — історичний район у Основ'янському районі міста Харкова. Це колишнє село, що засноване не пізніше від 1722 року. У першій половині XX століття ввійшло до складу міста Харків. Знаходиться на лівому березі річки Лопані.

## Історія

Верещаківка у 1820-х роках. Річка, у дузі якої розташоване село — Лопань

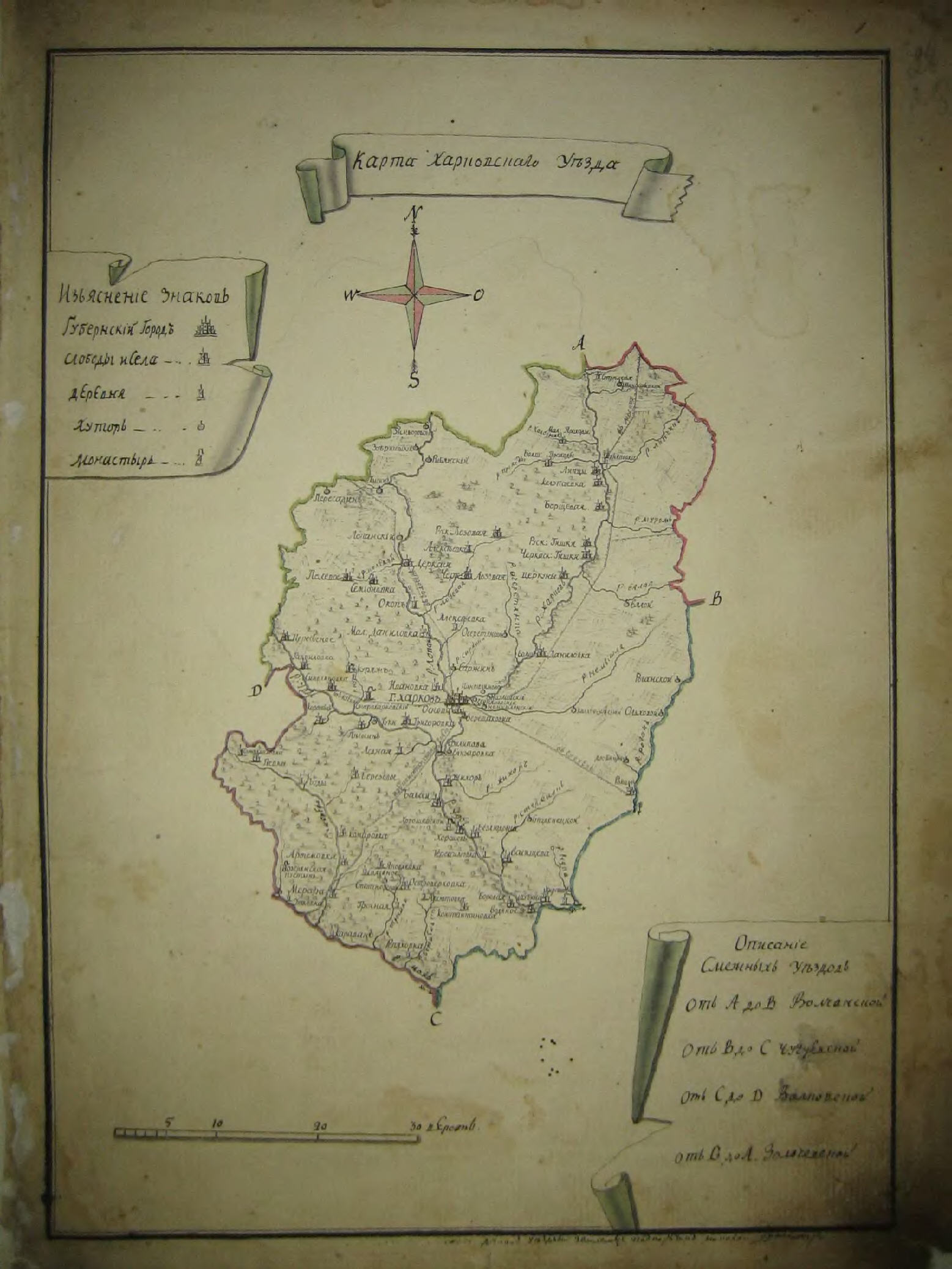
Мапа Харківського повіту, 1787 року. Верещаківка розташована на південь від міста Харкова.

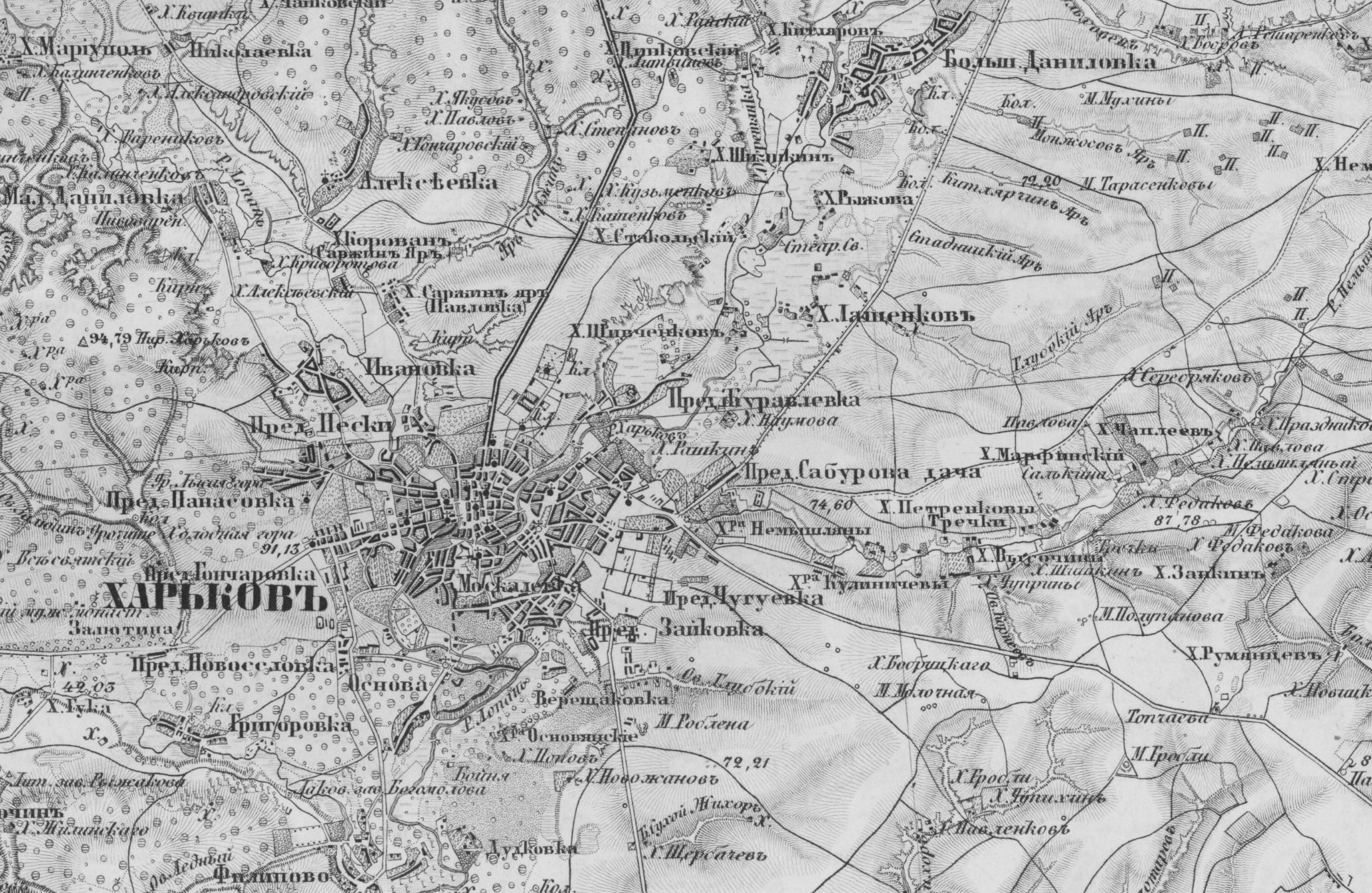
Мапа Харкова та околиць 1863 року. Верещаківка розташована на південь від міста Харкова.

У Верещаківці залишилися пам'ятки перехідного періоду від бронзової доби до залізної, залишені кімерійцями.
На мапах і генеральних планах міста Харкова (1863, 1876, 1887 років) відображається село Верещаківка, яке було в передмісті міста поруч з дугою, яку робила річка Лопань поруч селом. В сучасному вигляді відповідної дуги давно не має, бо русло в цьому місці вже давно обрізали, але і до цього часу залишилися складки рельєфу на колишньому руслі, що опесередковано вказують раннє знаходження тут русла річки. Про існування поруч старого русла щороку місцевим жителям нагадують занадто високі ґрунтові води, що підтоплюють підвальні приміщення і льохи.
Згідно Перепису слобідських полків, зробленого гвардії майором Хрущовим у 1732 році, село Верещаківка належала Харківському полковнику Григорію Квітці. Також вказано, що Верещаківка (як і слобода Основа) населені до 1722 року на куплених землях. Поселені там мешканці грошей пану не сплачують, але повинні відробляти роботи.
Згідно «Економічним приміткам до Харківського повіту 1782 року», сільце Верещаківка було у володінні поручника Андрія Григоровича Квітки та військових обивателів міста Харкова. На той час, у сільці був дерев'яний панський будинок, дача була по обидві сторони річки. В річці біля сільці були щуки, окуні, лящі, лини, карасі, плотва, в'юни і раки, які вживаються на поміщицький побут. На річці також розміщувався млин, полкового хорунжого Герасима Артюхова. Вода з річки для людей та худоби підходила до вживання (слід зауважити, що вже у Харківському календарі за 1862 рік писалося, що вода Харківських річок не задовільна для пиття та приготування їжі). Земля ж у цих місцях була здебільшого піщана. Навколишні ліси, були з вільшанику. У ньому звірі: вовки, зайці, білки, горностаї, тхори; а птиці: граки, сороки, ворони, галки, шуліки, солов'ї, чижі, синиці, ластівки, кулики і дикі качки. Мешканці Верещаківці, займалися хліборобством не тільки у себе в селі, а також в інших маєтках Квіток. Жінки крім польових робот вправляються в рукоділлі, прядуть льон, вовно і коноплю, тчуть прості полотна і сірм'яжне сукно для свого вживання. Саме ж сільце, як вказано, було на відстані 2 верст від міста Харків.
Село також фігурує у списку населених місць Харківської губернії 1864 року (№ 133). Верещаківка відносилася до Основ'янської волості Харківського повіту Харківської губернії, згідно поліцейським поділом відносилося до І-го стану. Село розташовано ліворуч від Катеринославського поштового шляху, на річці Лопань. Село було володарським, тобто знаходилося у приватному володінні. Відстань до міста Харків вказана п'ять верст, до станової квартири відстань становила 25 верст. Церков та промисловості на той час у Верещаківці не було.
У 1914 році було введено в експлуатацію перший комплекс очисних споруд Головної біостанції з міста на Диканівку, що проходив через Верещаківку. Сама ж каналізаційна мережа і біостанція будувалися декількома роками раніше. Поверх каналізаційної мережі на поверхні було побудовано дорогу.
У 1917 році Верещаківка, адміністративно ще входила до Харківського повіту як частина Основ'янської волості, але вже і Основа, і відповідно Верещаківка, стали відноситися до парафії міста Харків (а не повіту). Основ'янська церква Іоанна Предтечі (парафіянами якої були мешканці Верещаківці), вже була у складі 2-му благочинні міста.
Ще з початку XX сторіччя відповідне село Верещаківка, а потім і район в складі міста Харкова мали вигідне і доволі зручне розташування, бо лише в декількох кілометрах знаходився центр міста, що ставило селян (пізніше городян) у вигідне становище в сфері продажу сільськогосподарської і суміжної продукції.
З початком радянських часів до цієї частини міста прийшли значні зміни, було розпочато будівництво перших промислових підприємств таких, як миловарний завод «Трудовий хімік» (1926 рік), яке в 1934 році вже виросло у парфумно-косметичну фабрику № 2.
З тридцятих років розпочинається інтенсивна промислова забудова відповідної ділянки міста. Промислове освоєння відповідних земель було зупинено Другою Світовою війною. Об'єкти промислової і житлової забудови були вщент зруйновані. З кінця 50-х років починає формуватися сучасний вигляд Верещаківки.
З другої половини XX століття відбудовуються старі і новостворені підприємства (Завод «Ефект», «Рапід», Харківський ДОК, «Спецснаб», шиферний завод, Диканівський виправний заклад, автотранспортні підприємства); будуються бази промислово — побутового призначення, створюється розгалужена залізнична і дорожня інфраструктура, оновлюється міська каналізаційна мережа зі сполученням до створюваного оновленого комплексу побутових відходів, що нині має назву — КБО «Безлюдівське», осушуються землі разом з будівництвом осушувального каналу по водовідведенню зливових і поверхневих вод.
За рельєфом місцевості Верещаківка розташована в низині, поруч з річкою Лопань (прилягання району до річки), характерною особливістю району є високий рівень поверхневих вод. Ґрунт переважно піщаний. Сама Верещаківка знаходиться в стариці річки Лопань, де в давнину були заплави і заливні луки лівобічної пологої частини територій поруч з Лопаню. Тому, для Верещаківки завжди є актуальним питання зливного стічного водовідведення. Так, до прикладу, під час сильних літніх злив відбувається постійне затоплення ділянки доріг Греківська — Біологічна, що робить неможливим проїзд легкового транспорту, відповідний штучний став долають лише вантажівки і великі автобуси.
Первісно вулиця Староверещаківська, мала тверде покриття із каміння — бруківки з власною стічною зливовою каналізацією, що сполучалася з водовідвідним каналом зливних і поверхневих вод (повертала на повороті в'їздом Північнодонецьким і продовжувалась до каналу). Пізніше з нарощуванням потенціалу підприємства «Спецснабу» із забезпечення вузлів, агрегатів, запчастин для машин і механізмів сільськогосподарського призначення виникла проблема зі збільшення дорожнього покриття і обладнання зручного під'їзного шляху до підприємства. Що і було виконано тогочасним директором Слєпцовим Віктором Абрамовичем. Була побудована добра дорога з асфальтовим покриттям із збереженням відповідної каналізації.
У 30-ті роки XX століття місцини Качанівка та Верещаківка розрослися та з'єдналися, їх межею стала новоутворена Комсомольська вулиця (сучасна вулиця Рєдіна).
Сучасна Верещаківка є занедбаним районом, з дорогами у неналежному стані, засміченими вулицями та з майже відсутньою інфраструктурою.

## Населення
У 1732 році у селі налічувалося 22 двори, 56 хат. Населення налічувало 211 осіб.
У 1782 році, у сільці Верещаківка налічувалося 27 дворів. Населення налічувало 127 осіб чоловічої статі та 130 жіночої.
У 1864 році налічувалося 38 дворів. Населення налічувало 233 осіб чоловічої статі та 230 жіночої.

## Декомунізація
Під час декомунізації топографічних назв у Харкові, у Верещаківці було перейменовано вулицю Комсомольську (з'явилася 1930-х роках при забудові території між селищами Качанівка та Верещаківка) на вулицю Рєдіна, названу на честь Рєдіна Є. К. видатного історика мистецтва та археолога. Також було перейменовано вулицю Червоного Міліціонера на Верещаківський проїзд.

## Скасовані вулиці
Згідно рішення Харківської міської ради від 26.02.2014 р. № 1486/14 «Про впорядкування найменувань», у Верещаківці було виключено з мапи: Залізничний провулок та 1-й Староверещаківський в'їзд, у зв'язку із повним знесенням забудови.

## Топоніми
Назва колишнього села і сучасного району дала початку іншим топонімам, таким як Староверещаківська вулиця, Староверещаківський 1-й та 2-й вїзди, Верещаківський проїзд, залізничні станції Верещаківка-Левадська та Верещаківка-Балашовська, а також невеличкому Верещаківському струмку.

## Галерея

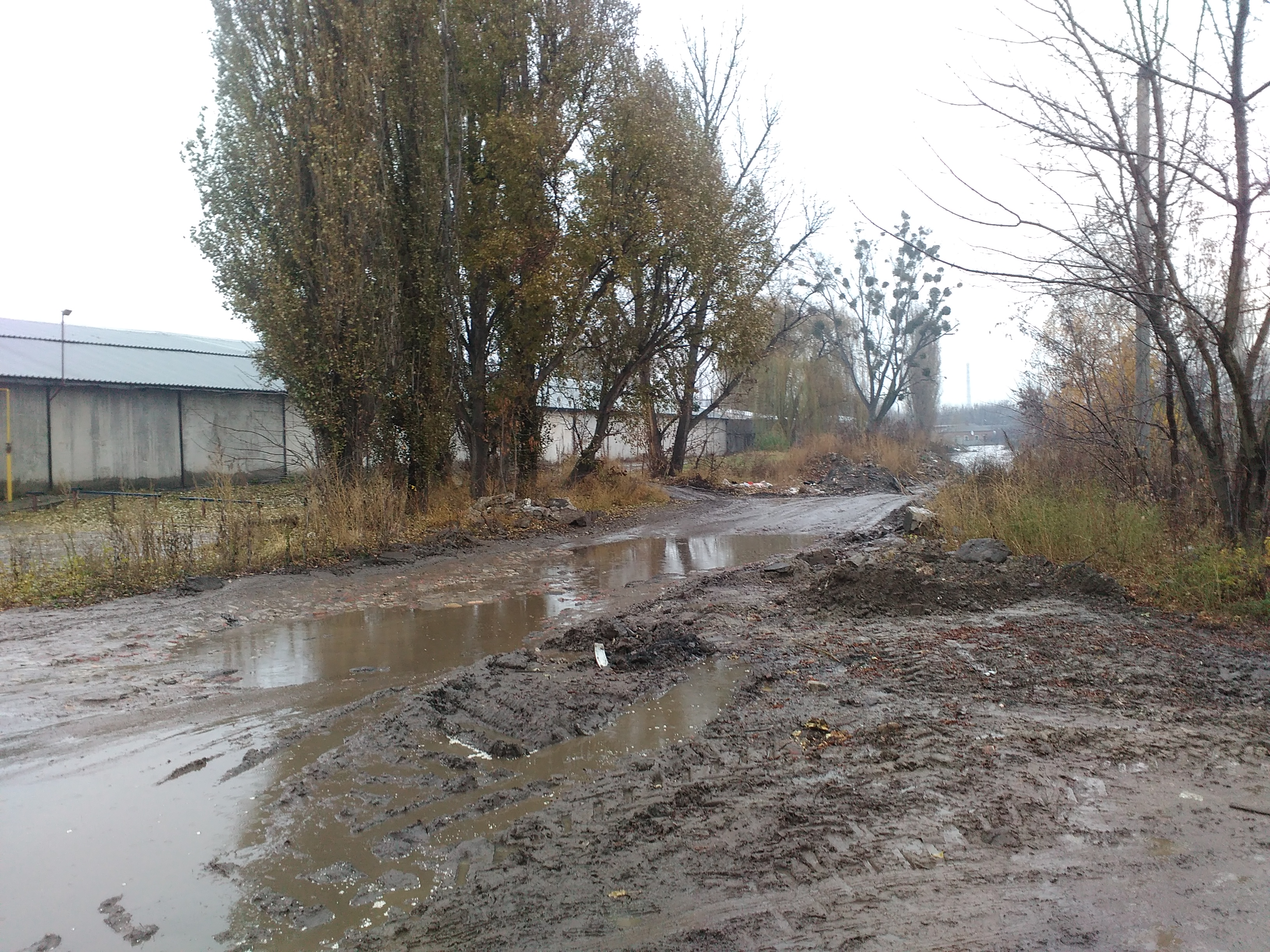
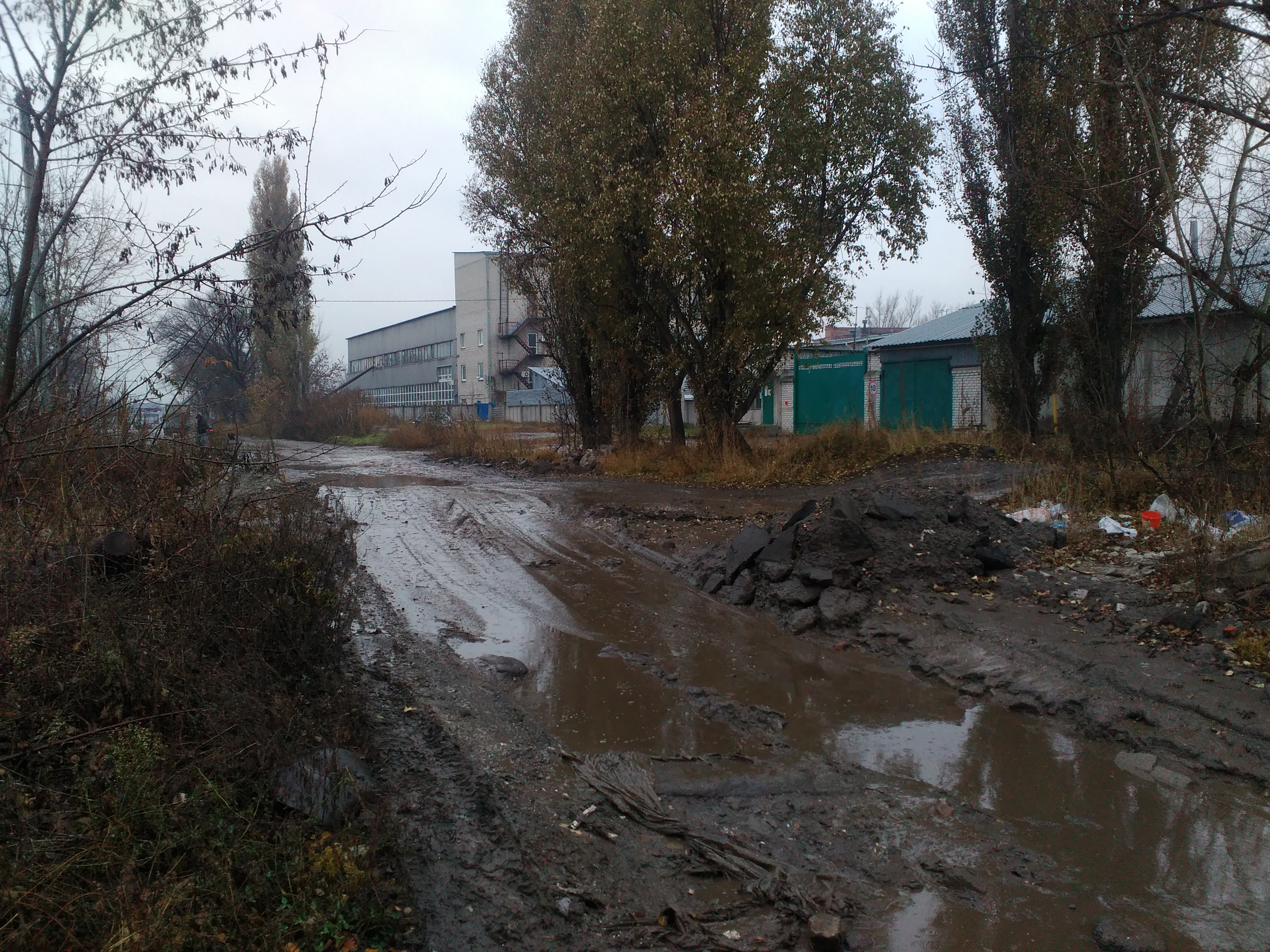
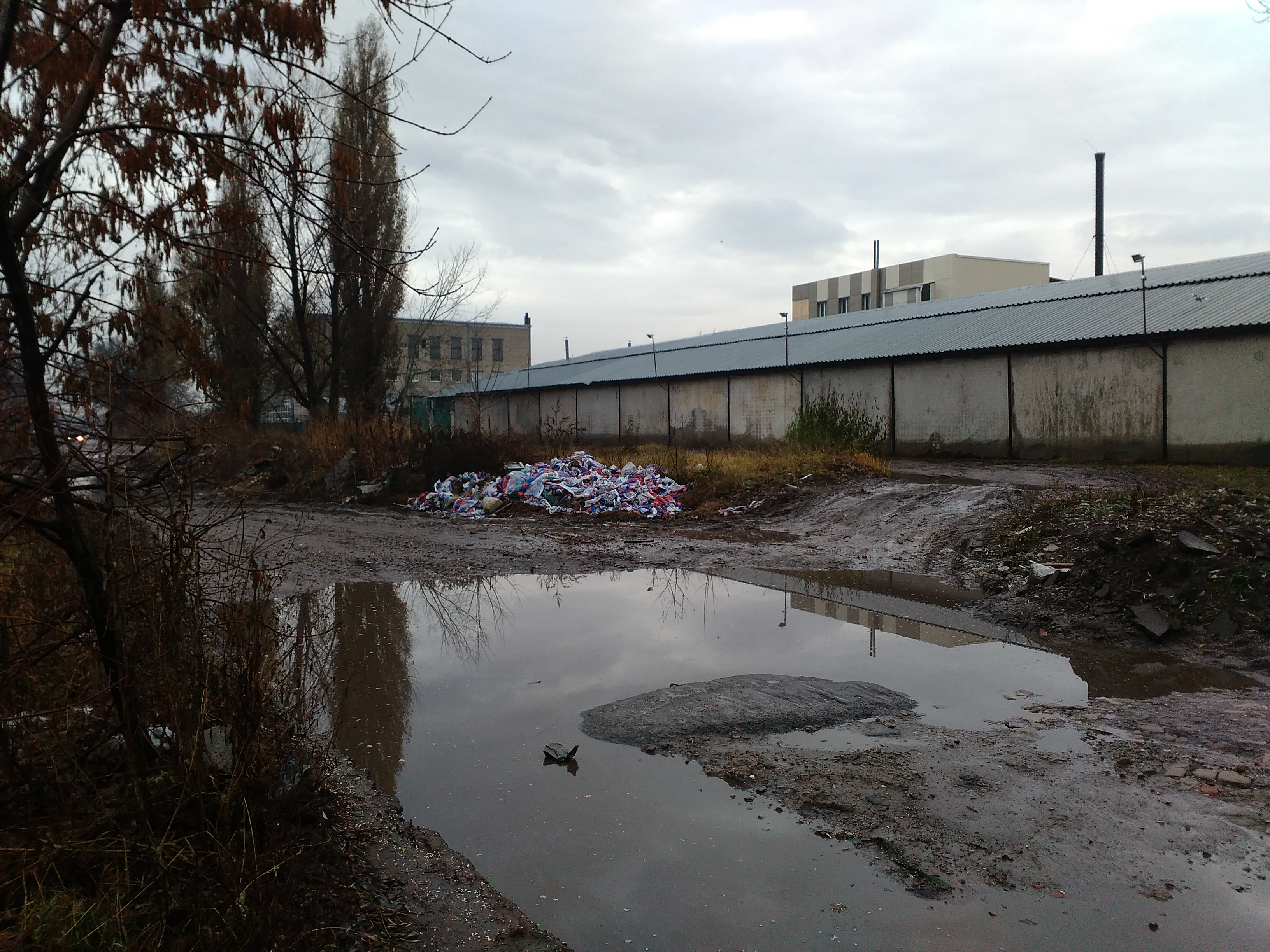
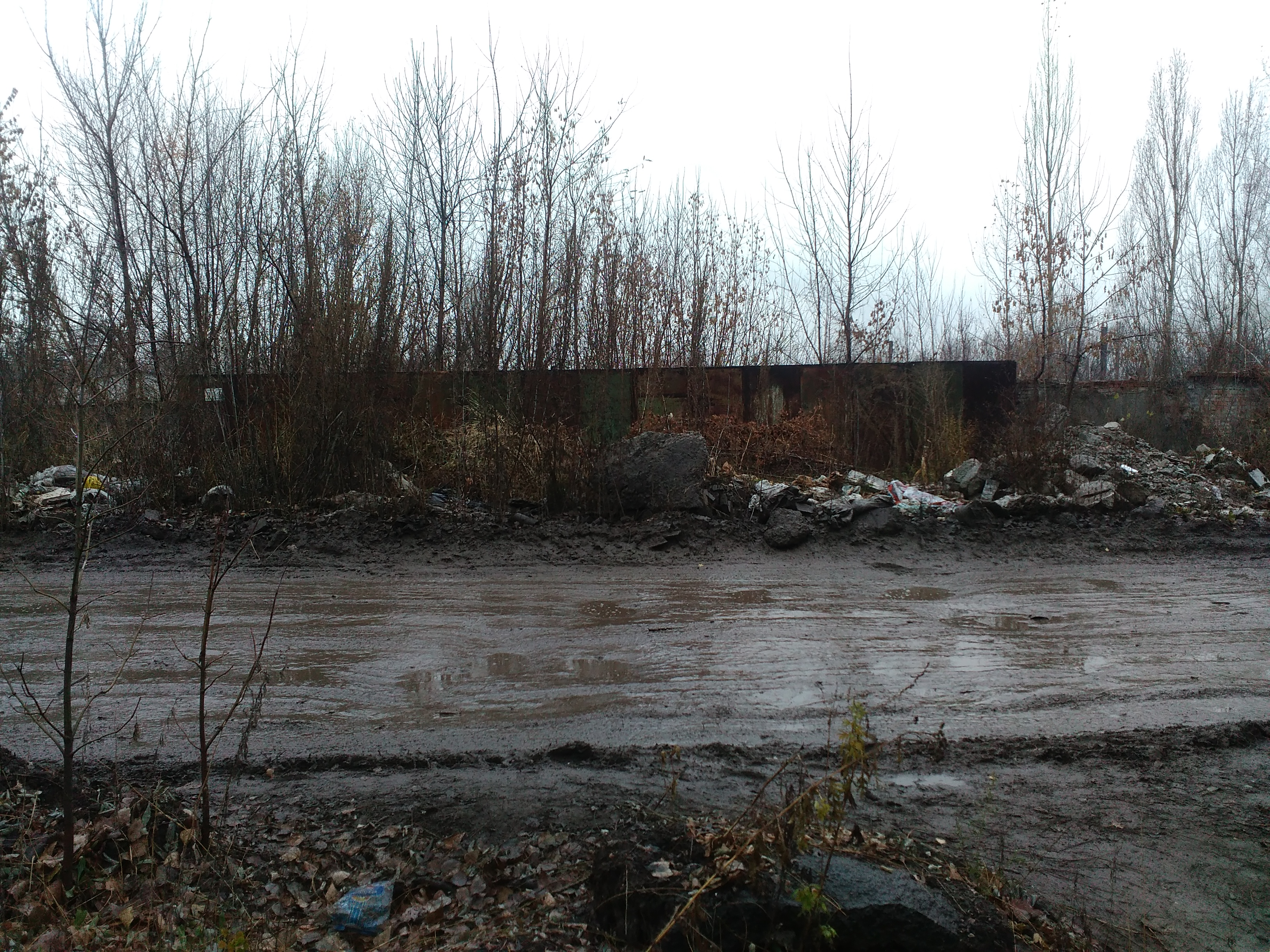